# 霧状雲

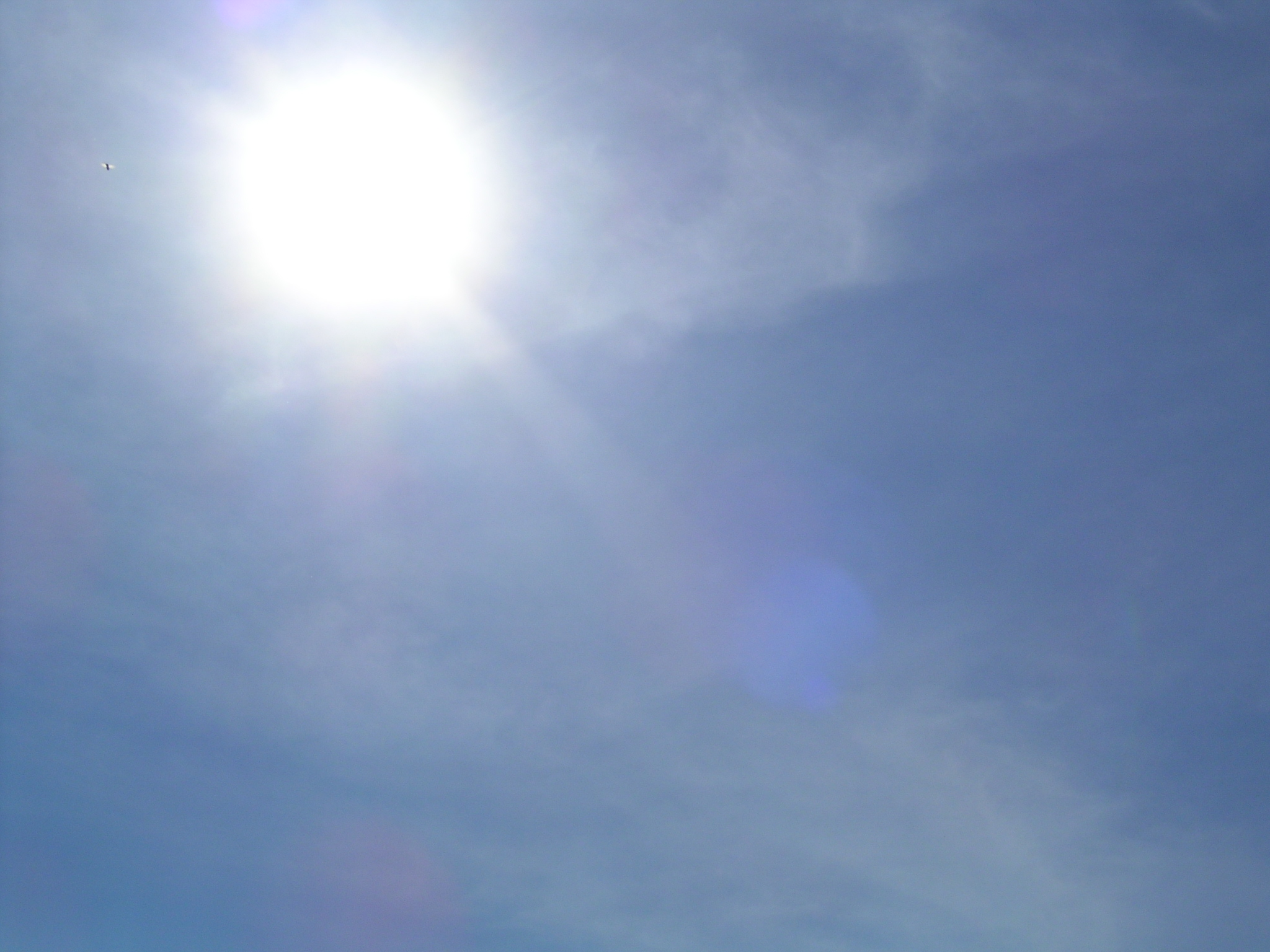
霧状巻層雲

霧状雲（きりじょううん、ラテン語学術名:nebulosus、略号:neb）とは、巻層雲や層雲に見られる雲種の1つ。輪郭がぼやけていて形に特徴がない雲。霧状巻層雲、霧状層雲ともいう。
"nebulosus"はラテン語で「霧におおわれた、ぼんやりした」という意味がある。
巻層雲では白色のベール状で、濃いと見えやすいが、薄いと明るすぎるために視認しづらい場合がある。
層雲では最もよく現れる形状で、一様にもやもやとした形状で灰色を呈する。